# Primera Batalla de Ben Yauad
La batalla de Ben Yauad fue una batalla entre las tropas leales al líder libio Muamar el Gadafi y las fuerzas rebeldes, por el control de Ben Yauad. La batalla ocurrió el 6 de marzo de 2011 y terminó con una victoria de los gadafistas.

## Desarrollo
El 5 de marzo, tras la toma de Ras Lanuf, las tropas rebeldes tomaron la ciudad de Ben Yauad. Ellos pararon en una aldea por la noche y planearon atacar Sirte al día siguiente. A la noche, sin embargo, los rebeldes se retiraron de la zona rumbo a Ras Lanuf.
En la mañana del 6 de marzo, los rebeldes estaban en movimiento otra vez hacia Ben Yauad, cuando se dieron cuenta de que las tropas leales habían tomado posiciones la noche anterior en las casas y en las azoteas para una emboscada. Las tropas gubernamentales abrieron fuego contra los rebeldes con ametralladoras y con cohetes, haciendo huir a las fuerzas opositoras, que volvieron a Ras Lanuf. En medio del caos producido por la batalla, unos cincuenta combatientes rebeldes fueron acorralados por las fuerzas leales dentro de una mezquita en Ben Yauad. Los rebeldes intentaron rescatarlos enviando a la ciudad veinte camionetas, pero una de éstas fue destruida por la artillería enemiga y el resto del convoy se dio a la fuga. El ejército de Gadafi había reconquistado Ben Yauad.
Los rebeldes, en su huida hacia Ras Lanuf, fueron bombardeados por los helicópteros de Gadafi. Sin embargo, lograron reagruparse y lanzaron varios cohetes contra Ben Yauad. Las tropas leales respondieron con su artillería pesada y se entabló un duro combate a tan sólo 3 km de dicha ciudad.
Durante la batalla, un helicóptero de Gadafi fue derribado por los rebeldes y cayó al mar. Sin embargo, las tropas leales contraatacaron bombardeando Ras Lanuf y causando al menos dos muertos y cuarenta heridos. Durante la mañana del 7 de marzo, la BBC dijo que las tropas de Gadafi, reconquistada Ben Yauad, avanzaban triunfantes rumbo a Ras Lanuf. El 9 de marzo, los rebeldes intentaron volver a avanzar contra Ben Yauad. Sin embargo, atacados por la artillería y los ataques aéreos de las tropas leales a Gadafi, se retiraron a Ras Lanuf.
Según los rebeldes, entre 50 y 60 combatientes murieron en los combates del 6 de marzo, y otros 700 desaparecieron. Esto fue calificado como una «masacre» por los propios rebeldes.